# Наперекір долі (фільм, 1975)
«Наперекір долі» («Liktenim spītējot») — радянський двосерійний телефільм 1975 року, знятий режисером Еріксом Лацісом на Ризькій кіностудії.

## Сюжет
Екранізація напівавтобіографічного роману «Водонос» (1971) латиської письменниці Ілзе Індране. Події фільму відбуваються у Латвії у період 30-х–50-х років XX століття. Клінта, молода, бідна та наївна селянка, навчається музиці у сусідньому провінційному латиському містечку. Зустріч із власником заможного хутора Олавом стає для дівчини доленосною. Клінта виходить заміж і стає господаркою будинку і звикає до своєї нової ролі. Але сімейне життя незабаром руйнується. Клінта повертається до батьківського будинку, намагаючись заново збудувати своє життя. На шляху до щастя на неї чекають важкі воєнні роки й труднощі перших повоєнних років.

## У ролях
- Ліга Лієпіня — Клінта
- Гунарс Цилінскіс — Олав
- Олга Дреге — Ягна
- Улдіс Думпіс — Альберт
- Ельза Радзіня — господиня
- Вайроніс Яканс — Капейка
- Харальд Топсіс — епізод
- Петеріс Лієпіньш — епізод
- Гунарс Плаценс — епізод
- Юріс Плявіньш — епізод
- Мієрвалдіс Озоліньш — епізод
- Артурс Калейс — епізод
- Антра Лієдскалниня — директор дитячого будинку
- Лоліта Цаука — біженка
- Роландс Загорскіс — німецький солдат
- Мара Звайгзне — Ельза
- Ірина Томсоне — епізод
- Антонія Янсоне — епізод
- Алфредс Саусне — працівник дитячого будинку
- Бертуліс Пізіч — епізод
- Людмила Тарасова — епізод
- Олександр Майзукс — епізод
- А. Роштокс — епізод
- І. Егліте — епізод

## Знімальна група
- Режисер — Ерікс Лаціс
- Сценарист — Антонс Брокс
- Оператори — Харійс Кукелс, Зігурдс Вітолс
- Композитор — Маргер Заріньш
- Художник — Герберт Лікумс